# (921) Jovita
(921) Jovita es un asteroide perteneciente al cinturón de asteroides descubierto el 4 de septiembre de 1919 por Karl Wilhelm Reinmuth desde el observatorio de Heidelberg-Königstuhl, Alemania.
Está posiblemente nombrado por una chica del calendario Lahrer Hinkender Bote.